# Анновка (Зілаїрський район)
А́нновка (рос. Анновка, башк. Анновка) — присілок у складі Зілаїрського району Башкортостану, Росія. Входить до складу Зілаїрської сільської ради.
Населення — 132 особи (2010; 221 в 2002).
Національний склад:
- росіяни — 63%
- башкири — 34%

## Видатні уродженці
- Маслов Василь Іванович — Герой Радянського Союзу.